# Pearl Drums
Pearl Drums, або Pearl Musical Instrument Company (яп. パール楽器製造株式会社) — японська компанія, що виробляє музичні інструменти, переважно ударні. Заснована 29 вересня 1952.

## Історія
Компанію Pearl Drums заснував Кацумі Янагісава, який почав виробництво музичних інструментів в Суміді, одному з токійських спеціальних районів, 2 квітня 1946 року. 1950 року Янагісава спеціалізувався на виготовленні барабанів і назвав свою компанію Pearl Industry, Ltd..
У 1953 році назва компанії була змінена на «Pearl Musical Instrument Company», а виробництво розширилося і стало включати ударні установки, маршові барабани, литаври, тарілки, підставки, аксесуари.
Старший син Янагісаві, Міцуо, приєднався до Pearl Drums в 1957 році і створив підрозділ для експорту продукції по всьому світу.
Для задоволення зростаючого світового попиту на ударні після появи рок-н-рола, в 1961 році власники Pearl Drums побудували завод площею 1400 м ² в місті Тіба і стали виробляти недорогі інструменти під більш ніж 30 торговими марками: Maxwin, CB-700, Stewart, Werco, Ideal, Crest, Revelle, Revere, Lyra, Majestic, Whitehall, Apollo, Toreador, Roxy, Coronet тощо.
У 1966 році Pearl Drums представила свою першу професійну установку «President Series».
В даний час виробництво Pearl Drums в Тайвані включає п'ять заводів, продукція яких поставляється на світовий ринок. Завод у Тібі зараз обслуговує внутрішній японський ринок, випускаючи різні барабани, литаври і симфонічні дзвони.
Pearl Drums внесла багато нововведень у виробництво ударних. У 1970-х роках вони запропонували конструкцію корпусу з композиту, названого «дерев'яний фіберглас». Крім того, в Pearl Drums скомбінували рото-том і ці деревно-волокнисті обечайки для створення лінії барабанів Vari-Pitch. Серед інших ранніх нововведень — обечайки, які були дещо меншого розміру, так що мембрана барабана виходила за краї. Pearl Drums також розробила навісне кріплення для том-тому, яке широко використовують й інші виробнии інструментів.